# 圆锥钟菌
圓錐鐘菌（學名：Verpa conica），是羊肚菌科的一種真菌，有時會與羊肚菌混淆。本種是一種假羊肚菌，特徵為菌蓋為頂針狀且與只與菌柄頂端相連。

## 分類
圓錐鐘菌最先由丹麥博物學家奧托·弗里德里希·穆勒（Otto Friedrich Müller）於1775年描述，並命名為Phallus conicus，隨後的研究者曾多次更改其分類，1801年Persoon將其分到锤舌菌属（leotia），1821年塞缪尔·弗里德里克·格雷（Samuel Frederick Gray）將其分至Relhanum屬（現為鐘菌屬的異名），1898年又被奧托·科擇（Otto Kuntze）分至Monka屬，直到1898年才被奥洛夫·施瓦兹（Olof Swartz）分至鐘菌屬。

## 描述
圓錐鐘菌的菌蓋平滑，呈鈴狀、圓錐狀，寬1.5至4公分，並只和菌柄頂部相接，菌蓋的邊緣游離呈群狀，下方為深棕色。白色的菌柄的高度5至11公分，寬1至1.5公分，表面為光滑或有小毛，通常為中空但較幼小的個體菌柄中間可能有填充棉狀菌絲。菌肉細而易碎，菌蓋易從菌柄分離。
美國真菌學家大衛·阿罗拉（David Arora）曾發現有樣本的菌蓋具有皺紋，形似鹿花菌屬（Gyromitra）。

### 顯微特徵
子囊孢子為橢圓形、光滑且透明，長28至34微米，寬15至19微米。典型的子囊長500至550微米且寬21至27微米，內含八個子囊孢子。側絲呈棒狀，有分枝且具有隔板。

## 分布與棲地
圓錐鐘菌可單獨、散布地或成群生長於硬木林或松柏林的地面，通常接近河谷或沿著河床，在晚春形成子實體，接近羊肚菌形成子實體的時間。有報導指圓錐鐘菌曾在加州查帕拉爾（Chaparral）的灌叢帶大量形成子實體。

## 可食性
雖然有些專家認為圓錐鐘菌是可食的，但也有人指出食用可能造成腸胃不適。圓錐鐘菌常與皺蓋鐘菌混淆，而皺蓋鐘菌亦不適合食用。

## 外部連結
- Verpa conica於Index Fungorum（页面存档备份，存于）